# Himno de la República Socialista Soviética de Armenia
El Himno de la República Socialista Soviética de Armenia (armenio: Հայկական Սովետական Սոցիալիստական Հանրապետություն օրհներգ; armenio cirílico: Гимн Армянской Советской Социалистической Республики; transliteración: Gimn Armyanskoy Sovetskoy Sotsialisticheskoy Respubliki) fue el himno nacional de la RSS de Armenia, una de las repúblicas constituyentes de la Unión Soviética. Se usó desde 1944 hasta 1991. Compuesto por Aram Jachaturián con letra de Armenak Sarkisyan.

## Letra
| Letra en armenio (oficial) | Letra en armenio cirílico | Letra en armenio latino | Transcripción AFI | Traducción aproximada al castellano |
| Սովետական ազատ աշխարհ Հայաստան՝ Բազում դարեր դաժան ճամփա դու անցար՝ Քաջ որդիք քո մաքառեցին քեզ համար՝ Որ դառնաս դու մայր հայրենիք հայության: Կրկներգ Փառք քեզ՝ միշտ փառք՝ Սովետական Հայաստան՝ Աշխատասեր՝ ճարտարագործ-շինարար՝ Ժողովրդոց սուրբ դաշինքով անսասան՝ Դու ծաղկում ես և կերտում լույս ապագադ: Լենինն անմահ մեզ հուրն անշեջ պարգեվեց՝ Մեր դեմ շողաց երջանկաբեր այգաբաց՝ Հոկտեմբերը կործանումից մեզ փրկեց Եվ տվեց մեզ նոր՝ պայծառ կյանք փառապանծ: Կրկներգ Մեծ Ռուսիան մեզ եղբայրության ձեռք մեկնեց՝ Մենք կերտեցինք ամրակուռ նոր պետություն՝ Լենինյան մեր կուսակցությունն իմաստուն Հաղթորեն մեզ դեպ կոմունիզմ է տանում: Կրկներգ | Советакан азат ашхарһ Һајастан, Базум дарер дажан чамԥа ду анцар, Қаџ вордиқ қо мақар̌ецин қез һамар, Вор дар̌нас ду мајр Һајрениқ һајуҭјан. Кркнерг: Ԥар̌қ қез, мишт ԥар̌қ Советакан Һајастан, Ашхатасер, чартарагорҵ-шинарар, Жоғоврдоц сурб дашинқов ансасан, Ду цағкум јес јев кертум луйс апагад. Ленинн анмаһ мез һурн аншеџ паргевец, Мер дем шоғац јерџанкабер ајгабац, Һоктемберъ корҵанумиц мез ԥркец Јев твец мез нор, пајҵар кјанқ ԥарапанҵ. Кркнерг Меҵ Р̌усиан мез јеғбајруҭјан ѕер̌қ мекнец, Менқ кертецинқ амракур нор петуҭјун, Ленинјан мер кусакцуҭјунн имастун, Һағҭорен мез дер комунизм е танум. Кркнерг | Sovetakan azat ašxarh Hajastan, Bazum darer dažan čampha du anchar, Khadž vordikh kho makhařechin khez hamar, Vor dařnas du majr Hajrenikh hajuthjan. Kærknerg: Phařkh khez, mišt phařkh Sovetakan Hajastan, Ašxataser, čartaragorc-šinarar, Žoqoværdoch surb dašinkhov ansasan, Du caqkum jes jev kertum lujs apagad. Leninn anmah mez hurn anšedž pargevech, Mer dem šoqach jerdžankaber ajgabach, Hoktemberæ korcanumich mez phærkech Jev tævech mez nor, pajcař kjankh phařapanc. Kærknerg Mec Řusian mez jeqbajruthjan dzeřkh meknech, Menkh kertechinkh amrakuř nor petuthjun, Leninjan mer kusakchuthjunn imastun, Haqthoren mez dep komunizm e tanum. Kærknerg | [sɔvɛtɑkɑn ɑzɑt ɑʃχɑɾh hɑjɑstɑn ǀ] [bɑzum dɑɾɛɹ dɑʒɑn t͡ʃɑmpʰɑ du ɑnt͡sʰɑɹ ǀ] [kʰɑd͡ʒ vɔɾdikʰ kʰɔ mɑkʰɑrɛt͡sʰin kʰɛz hɑmɑɹ ǀ] [vɔɾ dɑrnɑs du mɑjɹ hɑjɾɛnikʰ hɑjutʰjɑn ǁ] [kəɾknɛɾg] [pʰɑrkʰ kʰɛz ǀ miʃt pʰɑrkʰ sɔvɛtɑkɑn hɑjɑstɑn ǀ] [ɑʃχɑtɑsɛɹ ǀ t͡ʃɑɾtɑɾɑgɔɾt͡s ʃinɑɾɑɹ ǀ] [ʒɔʁɔvəɾdɔt͡sʰ suɾb dɑʃinkʰɔv ɑnsɑsɑn ǀ] [du t͡sʰɑʁkum jɛs jɛv kɛɾtum lujs ɑpɑgɑd ǁ] [lɛninː ɑnmɑh mɛz huɾn ɑnʃɛd͡ʒ pɑɾgɛvɛt͡sʰ ǀ] [mɛɹ dɛm ʃɔʁɑt͡sʰ jɛɾd͡ʒɑnkɑbɛɹ ɑjgɑbɑt͡sʰ ǀ] [hɔktɛmbɛɾə kɔɾt͡sɑnumit͡sʰ mɛz pʰəɾkɛt͡sʰ] [jɛv təvɛt͡sʰ mɛz nɔɹ ǀ pɑjt͡sɑr kjɑnkʰ pʰɑrɑpɑnt͡s ǁ] [kəɾknɛɾg] [mɛt͡s rusjɑn mɛz jɛʁbɑjɾutʰjɑn d͡zɛrkʰ mɛknɛt͡sʰ ǀ] [mɛnkʰ kɛɾtɛt͡sʰinkʰ ɑmɾɑkur nɔɹ pɛtutʰjun ǀ] [lɛninjɑn mɛɹ kusɑkt͡sʰutʰjunː imɑstun ǀ] [hɑʁtʰɔɾɛn mɛz dɛp kɔmunizm ɛ tɑnum ǁ] [kəɾknɛɾg] | En el mundo libre soviético, ¡Armenia! A través de muchos siglos crueles pasaron, tus bravos hijos luchando por ti, para que te conviertas en la madre de los armenios. Coro: ¡Gloriosa, gloriosa siempre, Armenia soviética! Trabajando con amor en el edificio, de la irrompible y santa alianza de los pueblos, ¡que florece y crea tu brillante futuro! El inmortal Lenin nos presentó el fuego eterno, y la felicidad de un brillante amanecer sobre nosotros, a los que Octubre rescató de la destrucción para darnos una nueva, luminosa y gloriosa vida. Coro Rusia nos extendió la mano de la amistad y creamos un nuevo y fuerte Estado. Nuestro sabio partido leninista, victoriosamente nos lleva al Comunismo. Coro |